# Bleberan (Playen)
Bleberan is een bestuurslaag in het regentschap Gunung Kidul van de provincie Jogjakarta, Indonesië. Bleberan telt 4812 inwoners (volkstelling 2010).